# Liste der Ehrenbürger von Hildesheim
In nachfolgender Liste sind die Ehrenbürger der Stadt Hildesheim aufgeführt.
Nach §§ 29, 58 Abs. 1 Nr. 6  Niedersächsisches Kommunalverfassungsgesetz kann das Ehrenbürgerrecht nur an lebende Personen, die sich um die Gemeinde verdient gemacht haben, verliehen werden. Es erlischt mit dem Tode. Auch eine Aberkennung kann nur zu Lebzeiten erfolgen. Der Rat der Stadt Hildesheim hat daher in seiner Sitzung am 7. Februar 1983 einstimmig eine Resolution beschlossen, in der er sich ausdrücklich von der Verleihung des Ehrenbürgerrechts an Adolf Hitler,  Hanns Kerrl und Hermann Muhs distanziert.
1. 12. Dezember 1834 Georg August Kuckuck, Stadtkommandant von Hildesheim und Gründer der Hildesheimer Taubstummenanstalt
2. 13. März 1835 Franz August Hagemann, Direktor der Hildesheimer Justizkanzlei
3. ? Konrad Rudolf Hoppenstedt, Auditor in der Domänenverwaltung Steuerwald, Landbaumeister
4. 25. November 1845 Carl von Beaulieu-Marconnay, Oberforstmeister
5. 24. Mai 1854 Gottlob Heinrich Bergmann, Gründer der Heil- und Pflegeanstalt
6. 17. November 1882:
  - Paul Johann Friedrich Boysen, (Ober-)Bürgermeister, unter dem Gasbeleuchtung und Kanalisation eingeführt wurden
  - August Helmer, Stadtsyndicus und enger Mitarbeiter Boysens sowie Jugend- und Studienfreund Hermann Roemers
  - Hermann Roemer, Senator und Auditor am Stadtgericht, Förderer der Denkmalpflege, Gründer des Museumsvereins sowie des Roemer- und Pelizaeus-Museums
7. 18. September 1888 Conrad Wilhelm Hase, Professor für Architektur und Kunstgeschichte in Hannover mit Verdiensten um die Erhaltung von St. Michael und St. Godehard
8. 17. Mai 1892 Friedrich-Wilhelm Schwemann, Unternehmer, Bürgervorsteher, Senator, mehrfacher Vertreter der Stadt bei der Hannoverschen Ständeversammlung
9. 3. August 1909 Gustav Struckmann, Oberbürgermeister, machte sich um den Umbau des Rathauses und die Modernisierung der städtischen Infrastruktur verdient
10. 20. November 1911 Wilhelm Pelizaeus, Kaufmann und Kunstmäzen, der der Stadt seine ägyptischen Sammlungen schenkte und die Erweiterung des Roemer-Museums finanzierte
11. 12. Oktober 1914 Adolf Bertram, Domvikar, Domkapitular und Generalvikar in Hildesheim, späterer Bischof von Breslau und Kardinal sowie Verfasser der „Geschichte des Bistums Hildesheim“
12. 18. November 1918 Otto Gerland, Polizeidirektor und Verfasser heimat- und kunstgeschichtlicher Studien über Hildesheimer Kunstdenkmäler
13. 16. Juli 1928 Max Leeser, Direktor der Hildesheimer Bank, Wirtschaftsförderer, Förderer der städtischen Denkmalpflege sowie Stifter des Katzenbrunnens
14. 3. Juli 1933 Adolf Hitler und Paul von Hindenburg „wegen der Verdienste um Volk und Staat“ Anlässlich des 50. Jahrestages der Machtergreifung der Nationalsozialisten haben sich Rat und Verwaltung der Stadt Hildesheim von den damaligen Verleihungsakten distanziert.
15. 12. Februar 1934 Hanns Kerrl und Hermann Muhs „wegen der Verdienste um Volk und Staat“ Anlässlich des 50. Jahrestages der Machtergreifung der Nationalsozialisten haben sich Rat und Verwaltung der Stadt Hildesheim von den damaligen Verleihungsakten distanziert.
16. 25. März 1950:
  - Johannes Heinrich Gebauer, Archivar und Verfasser der Geschichte der Stadt Hildesheim
  - Ernst Ehrlicher, Oberbürgermeister, machte sich um die Eingemeindung Moritzbergs und Steuerwalds, den Anschluss an den Mittellandkanal und den Ausbau des Schulwesens verdient
17. 25. August 1958 Albin Hunger, kurzfristiger Oberbürgermeister mit Verdiensten um den Wiederaufbau der Stadt
18. 6. Juli 1966 Sir Hans Adolf Krebs, gebürtiger Hildesheimer, als Jude 1933 nach England emigriert, Nobelpreisträger für Medizin und Physiologie 1953
19. 10. Oktober 1974 Martin Boyken, Direktor des Andreanums und Oberbürgermeister
20. 14. Februar 1982 Friedrich Nämsch, Oberbürgermeister
21. 31. August 1987 Heinrich Maria Janssen, Bischof von Hildesheim, engagierte sich für die Einrichtung der Universität Hildesheim und den Erhalt der Bezirksregierung Hildesheim
22. 27. Juni 2005:
  - Josef Homeyer, Bischof von Hildesheim
  - Leonore Auerbach, langjährige Bürgermeisterin
23. 5. März 2012 Guy Stern, gebürtiger Hildesheimer, Literaturwissenschaftler deutsch-jüdischer Herkunft